# سرج
روستای سرج یکی از روستاهای توابع شهرستان مراغه هست و حدود ۱۳ کیلومتر از مرکز مراغه فاصله دارد جمعیت ان چیزی حدود ۱۸۰۰ نفر می‌باشد و خوانوار ان حدود۵۶۰ خوانوار است.